# Rotmain-Center
Das Rotmain-Center ist ein Einkaufszentrum in Innenstadtlage von Bayreuth (Oberfranken), das am 25. September 1997 eröffnet wurde. Es verfügt über eine Verkaufsfläche von 15.000 m², auf der sich 80 Geschäfte mit zusammen ca. 700 Mitarbeitern befinden. Projektentwickler und Betreiber ist die zur Otto Group gehörende Hamburger ECE Projektmanagement GmbH. Benannt wurde es nach der in den Gebäudekomplex einbezogenen Rotmainhalle, deren Name auf den nahen Roten Main zurückzuführen ist.

## Entwicklung

Karte von 1854 mit der Pleitnermühle (Nr. 610) am Roten Main

An der Stelle des Rotmain-Centers floss bis zu seiner Begradigung um das Jahr 1930 der Rote Main. Um 1800 wurde dort eine Mühle erwähnt, die mit sieben Wasserrädern die größte Mühle der Stadt war. Ein erster Vorgängerbau der Pleitner- oder Bleithenmühle ist im Jahr 1398 nachweisbar. 1881 wurde die Mühle abgebrochen und dort der städtische Schlachthof errichtet.
Nach der Auslagerung des Schlachthofs beabsichtigte die Stadt Bayreuth, das am Rande der Innenstadt gelegene Gelände durch eine passende Nutzung aufzuwerten. Zu diesem Zweck trafen die Vertreter der Stadt 1991 mit einem Bekleidungshaus und der Investmentgruppe ECE Projektmanagement GmbH eine Planungsvereinbarung.
Erste Planungsstudien sahen 20.000 m² Verkaufsfläche und den Abriss der denkmalgeschützten Rotmainhalle vor. Nach öffentlichen Protesten und der Empfehlung eines Gutachters wurde das Konzept auf 15.000 m² Verkaufsfläche reduziert und die Rotmainhalle sollte erhalten bleiben. Mit diesen Vorgaben beschloss der Stadtrat am 29. April 1992 mit 26 gegen 15 Stimmen – gegen den Willen der CSU-Fraktion – die Ausschreibung eines städtebaulichen Ideen- und Realisierungswettbewerbs. Aus Protest gegen diese Entscheidung riefen örtliche Geschäftsleute und die Folk-Rock-Band Feelsaitig zum Boykott des 15. Bayreuther Bürgerfests auf.
Aus dem Wettbewerb für das „City-Center“ ging der Entwurf der Architekten Horstmann und Coban als Sieger hervor. Besonders überzeugte die maßstäbliche Einfügung in die städtebauliche Gesamtsituation, die gelungene Einbindung der historischen Gebäude sowie die Aufwertung und Neudefinition der Außenräume, des Marktplatzes und der angrenzenden Grünflächen. Geplant wurde es dann von der ECE Projektmanagement GmbH in Zusammenarbeit mit dem Bayreuther Architekten Hans-Jörg Horstmann. Ziel war es, basierend auf dem Wettbewerbsentwurf das Center mithilfe kleinteiliger Strukturen städtebaulich und architektonisch über den begrenzenden Hohenzollernring hinaus an den organisch gewachsenen Stadtkern anzubinden und gleichzeitig das Raumkonzept eines modernen Einkaufszentrums mit den speziellen Anforderungen des Betreibers an Zuschnitt, Flexibilität und Infrastruktur zu realisieren. Im Zuge dieser Realisierung wurden letztlich nur sieben der ursprünglich vorgesehenen 70 Wohneinheiten sowie ein geringerer Anteil an Bürofläche zugunsten einer wieder auf 20.000 m² erhöhten Verkaufsfläche umgesetzt. 
Mit dem Abbruch des Schlachtshofs wurde im März 1993 begonnen. Im Dezember 1994 erwarb die ECE das ehemalige Schlachthofareal für 20 Millionen DM. Baubeginn war im Jahr 1995, der Grundstein wurde am 10. Mai 1996 gelegt. Am 25. September 1997 wurde das Rotmain-Center eröffnet.

## Architektur

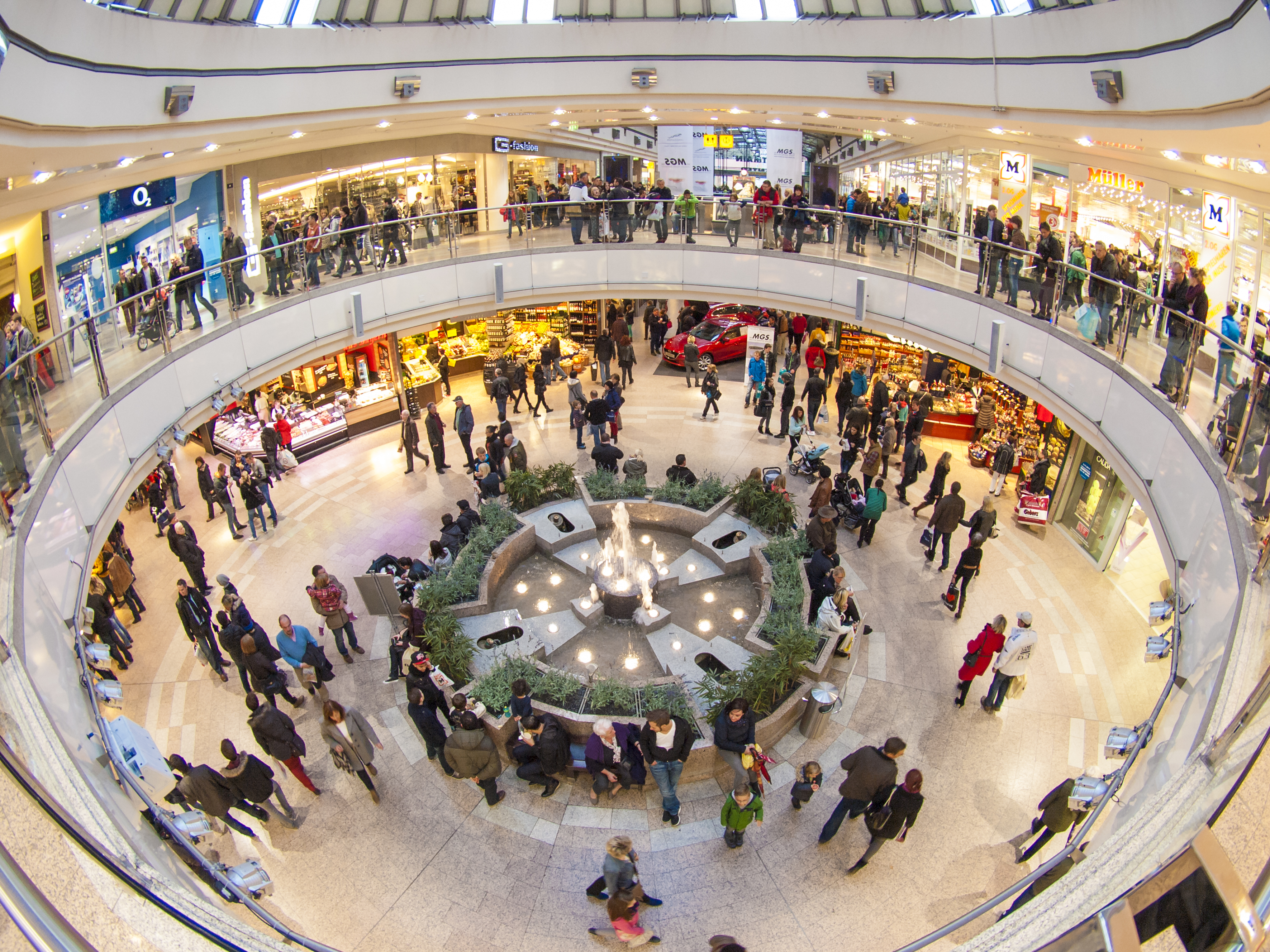
Blick von der Galerie auf zentral gelegenen Brunnen (2021 wurde der Brunnen abgebaut)

Laut Bewertung der Obersten Baubehörde im Bayerischen Staatsministerium des Innern erhielt das ehemalige Schlachthofgelände durch die Neubebauung „eine stadträumliche Struktur mit klar ausgebildeten Straßenräumen. Die je nach Funktion unterschiedlich dimensionierten und ausgeformten Baukörper des Einkaufszentrums orientieren sich an der umgebenden Bebauung und räumlichen Situation und lassen innenstadttypische kleinmaßstäbliche Räume und Raumfolgen entstehen.“
Auf rund 17.000 m² Grundstücksfläche befindet sich heute ein modernes, von einigen Kritikern als „von außen sperrig“ bezeichnetes Gebäude, bei dem zwar Funktionalität im Vordergrund steht, welches sich aber insgesamt gut in das Stadtbild einfügt. Die Anbindung an die Innenstadt und an das durch eine Straße getrennte Parkhaus erfolgt über Fußgängerbrücken. Besucher werden über Passagen und zwei Rotunden sowie mehrere Rolltreppen durch das Gebäude geleitet. Die Geschäfte befinden sich auf zwei Ebenen. Die einzelnen Mieterflächen sind dabei flexibel, sodass bei Neustrukturierungen oder Mieterwechsel einfach und weitgehend auf die jeweiligen Anforderungen eingegangen werden kann. Der Bereich zwischen den Shops ist variabel nutzbar und in bestimmten Zonen sind Ruhebereiche eingebettet. Zum neu gebauten Gebäudekomplex gehören außerdem neun Wohnungen mit Südausrichtung sowie ein nördlich des Einkaufszentrums befindliches Gebäude mit Parkhaus und Multiplex-Kino, welches die geschwungene Form der gegenüberliegenden Straßenseite übernimmt. Für die exponierte Lage am Kreuzungsbereich Hohenzollernring/Hindenburgstraße wurde der Baukörper als städtebauliche Dominante besondere aufwendig gestaltet. Die Fassaden fügen sich im Stil der zeitgenössischen Postmoderne mit großformatigen Natursteinplatten, Putzstrukturen und Stahl-Glas-Fassadenelementen harmonisch in die gewachsene Umgebung ein. Zusätzlich wird der renaturierte Grünbereich mit Bachlauf auf der gegenüberliegenden Straßenseite räumlich gefasst und einbezogen.

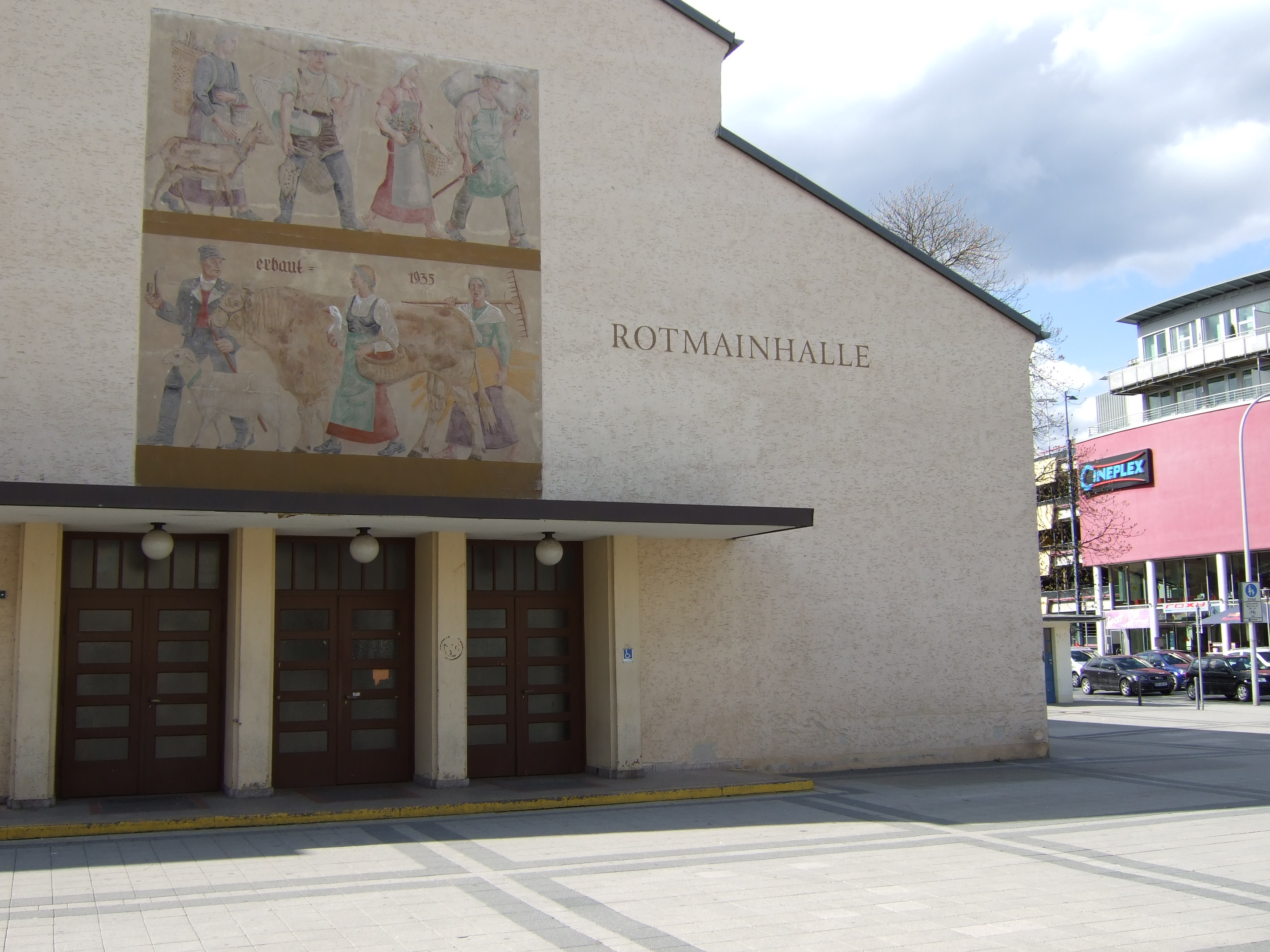
Rotmainhalle

Die denkmalgeschützte Rotmainhalle (D-4-62-000-443), ein 1935 von Stadtbaurat Hans Schmitz erbauter, verputzter Stahlskelettbau mit Fassadenmalerei in der Hindenburgstraße 1 und das dazugehörende Nebengebäude Hindenburgstraße 3 (D-4-62-000-422) blieben erhalten und wurden in den Gebäudekomplex einbezogen.

## Infrastruktur

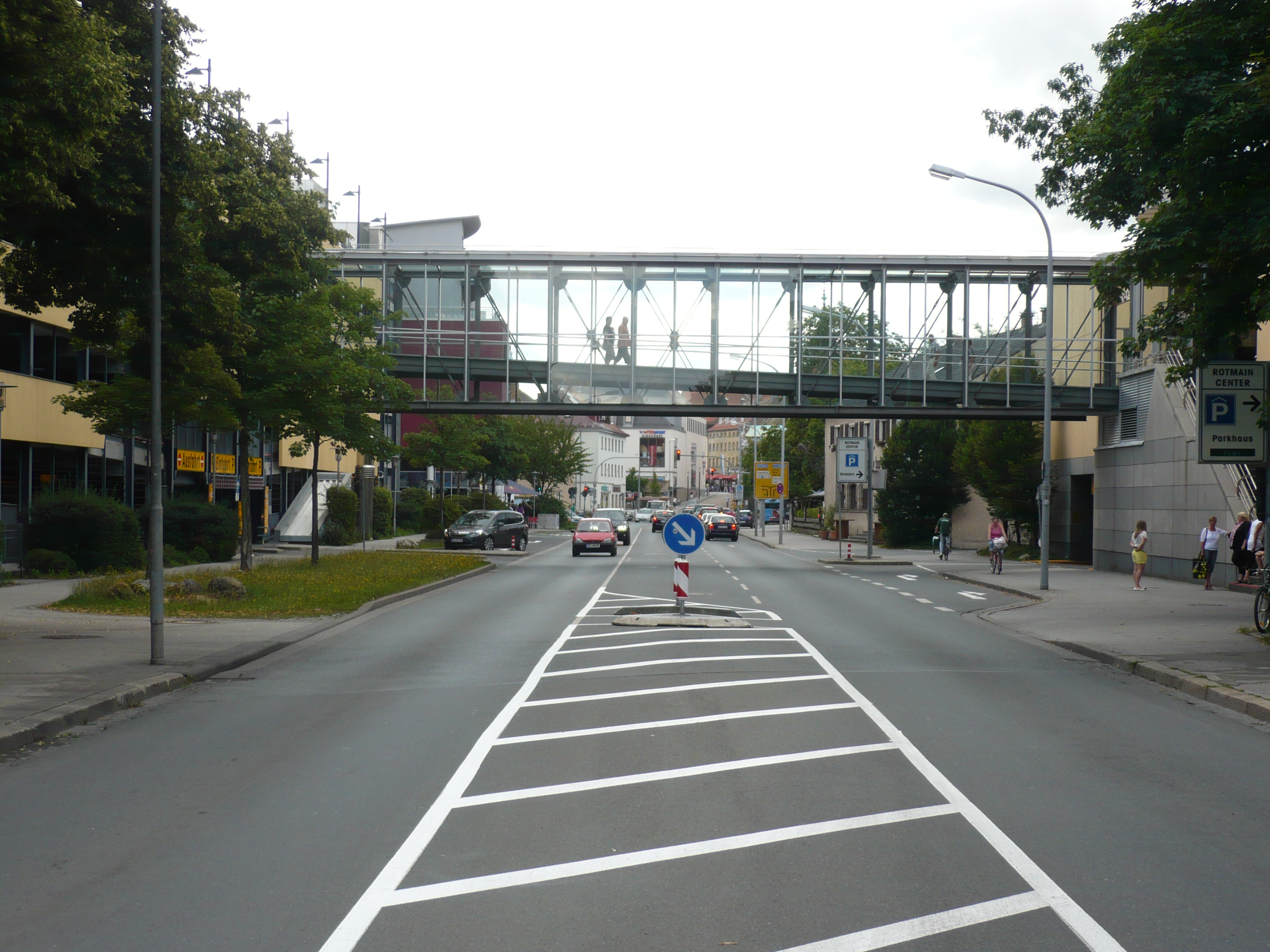
Hindenburgstraße mit verglaster Fußgängerbrücke zwischen Rotmain-Center (rechts) und Parkhaus

Durch eine Fußgängerbrücke, die über den Hohenzollernring führt, sind das Rotmain-Center und die Innenstadt Bayreuths direkt miteinander verbunden, wodurch das Einkaufszentrum unmittelbar an den Stadtkernbereich angeschlossen ist. Mit dem Auto ist das Einkaufszentrum über den Hohenzollernring (B 22) und die Hindenburgstraße (B 85) erreichbar. Zum Rotmain-Center gehören eine Tiefgarage und ein gegenüberliegendes Parkhaus mit zusammen 1.150 gebührenpflichtigen Parkplätzen, hinzu kommt ein städtisches Parkhaus, so dass es rund um das Center genügend Parkmöglichkeiten gibt. Auch stehen 130 Fahrradstellplätze zur Verfügung. An den Eingängen des Einkaufszentrums halten sechs Buslinien, der zentrale Omnibusbahnhof liegt nur 250 m entfernt. Der Gesamteinzugsbereich umfasst rund 731.900 Einwohner und reicht von Bamberg bis nach Weiden.

## Auswirkungen
Vergleicht man die Anzahl der Geschäfte und die reine Verkaufsfläche, ist das Rotmain-Center deutlich kleiner als die Innenstadt Bayreuths mit rund 300 Einzelhändlern auf 74.000 m² (Stand 2002). Allerdings ist diese durch die hohe Professionalität des Einkaufszentrums in eine schwere Krise geraten. Befragungen deuten darauf hin, dass sich das Rotmain-Center stark auf die Umorientierung von Passantenströmen ausgewirkt hat. Nach der Eröffnung verlagerten diese sich zusehends in seine Richtung, während sie in den bisher am höchsten frequentierten Innenstadtbereichen deutlich abnahmen, durchschnittlich 25 bis 35 Prozent. Die Ansiedlung des Einkaufszentrums mit einer Erweiterung der Einzelhandelsfläche um rund ein Viertel und der Länge der Hauptgeschäftslage um 400 m wird in diesem Zusammenhang als Hauptursache angesehen. Allerdings spielen auch andere Strukturveränderungen wie die Auslagerung von Einzelhandelsgroßbetrieben und Discountern an den Stadtrand eine Rolle, hinzu kommt die zunehmende Nutzung weiter entfernter Einkaufsziele wie Nürnberg.
Andererseits haben die Parkhäuser des Rotmain-Centers zu einer Verbesserung der Auto-Erreichbarkeit Bayreuths geführt. Durch ausgedehnte Marketingmaßnahmen zieht es zudem höhere Anteile von Umlandbesuchern an, was sich auch positiv auf die Innenstadt Bayreuths auswirken könnte, zumal eine Verbindung der beiden Bereiche durch die Fußgängerbrücke besteht. Die Innenstadtbesucher stehen der Ansiedlung des Einkaufszentrums überwiegend positiv gegenüber. Jeder Zweite ist der Meinung, dass die gesamte Innenstadt durch das Center aufgewertet wurde, 36 Prozent halten es trotz gewisser Probleme für eine sinnvolle Ergänzung. Nur 13 Prozent finden, dass angesichts der Innenstadtschädigung lieber auf ein Einkaufszentrum hätte verzichtet werden sollen.

## Events
Regelmäßig finden im Rotmain-Center auch verschiedene Events und Veranstaltungen unterschiedlicher Initiatoren statt. Hier exemplarisch eine aktuelle Auswahl:
- Am 1. März 2014 fand im Rotmain-Center ein durch den Philharmonischen Chor Bayreuth ins Leben gerufener Flashmob statt[10]
- Jährlicher Medienflohmarkt des Lions Hilfswerks Bayreuth-Kulmbach e. V. zugunsten des SOS-Kinderdorf Immenreuth sowie weitere soziale und kulturelle Projekte der Region[11]
- Rote Nacht im Rotmaincenter[12]
- Wanderausstellung des Deutschen Bundestages vom 28. September bis 2. Oktober 2015[13]
- „Speed4“-Meisterschaft für Grundschulen am 24. Januar 2015[14]
- Im Oktober 2018 wurde ein Nachbau des Da-Vinci-OP-Roboters des Sana Klinikum Hof ausgestellt